# Pas a nivell

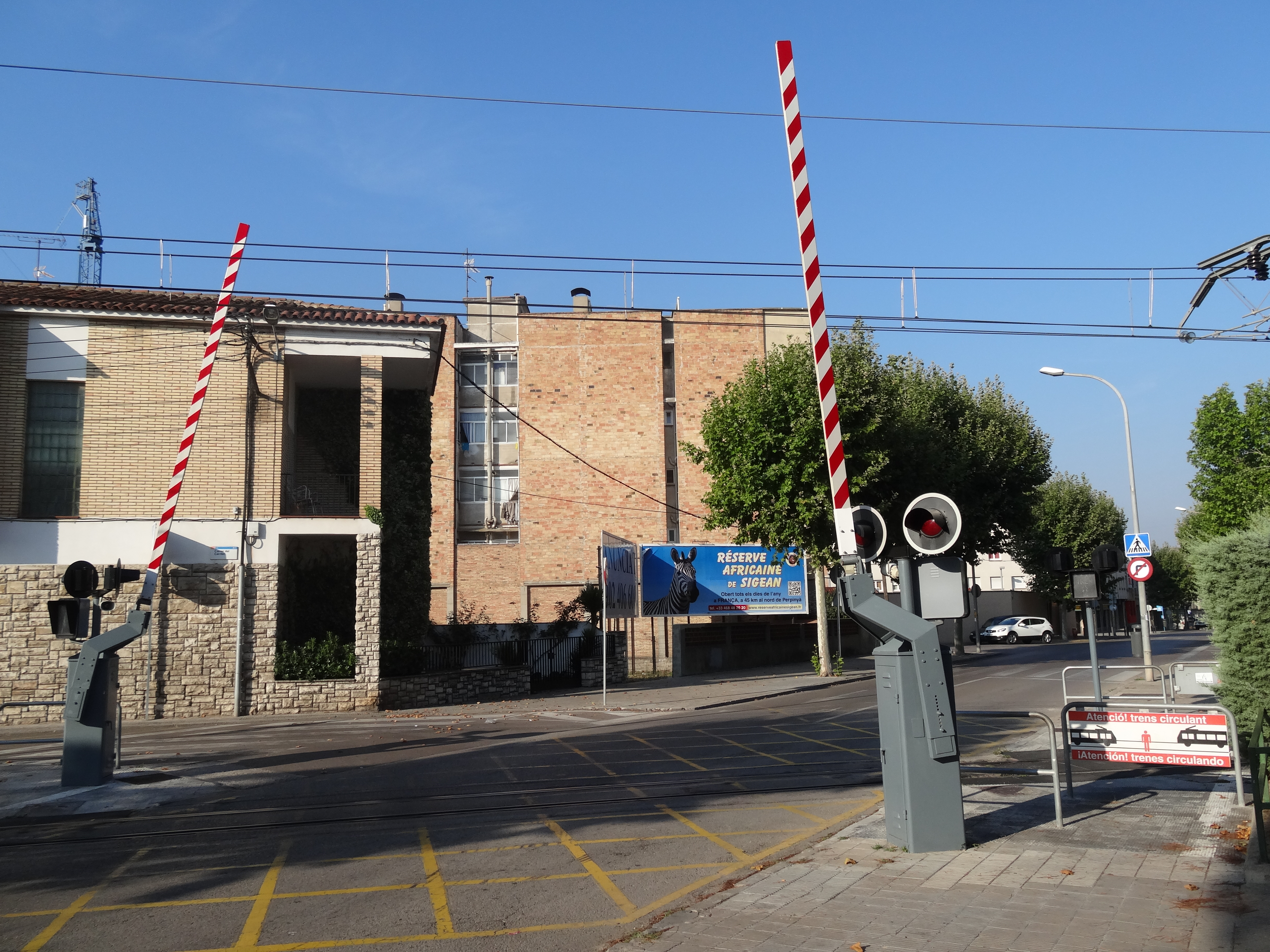
Pas a nivell amb barreres a Igualada (Anoia). Aquest tipus de pas a nivell es comú a tot l'Estat espanyol.

Un pas a nivell és l'encreuament d'una via urbana o interurbana amb una via de ferrocarril al mateix nivell. Els trens hi tenen sempre prioritat, pel fet que la inèrcia els impedeix d'aturar-s'hi amb facilitat. Solen estar degudament senyalitzats i s'hi poden fer servir mecanismes com barreres o semàfors per avisar de l'arribada d'algun tren.

## Protecció o supressió del pas a nivell
Els passos a nivell que presenten un AXT elevat (producte del nombre de circulació d'automòbils i el nombre de trens que travessen el pas a nivell) es poden protegir amb un sistema automàtic amb barrera o sense. Si l'AXT és molt elevat, el pas a nivell es suprimeix.

## Senyalització del pas a nivell
Adverteix de la presència d'un encreuament de vies.
 En una carretera: adverteix del perill que comporta el pas a nivell.
 En una via: indica al maquinista que ha d'avisar de la presència del tren.

## Galeria
- Pas a nivell amb llums però sense barreres al tren lleuger «metro de Tyne and Wear», a Anglaterra.
- Barrera elevada a un pas a nivell ucraïnès.
- Pas a nivell a Finlàndia.
- Senyalització de pas a nivell a Austràlia.
- Persones creuant un pas a nivell amb les barreres baixades, el semàfor en vermell i el senyal acústic actiu, a Cervera.